# 블러드 다이아몬드

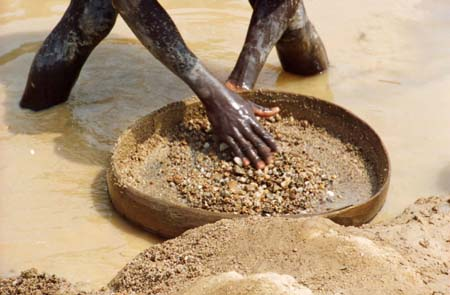
시에라리온의 다이아몬드 채굴

블러드 다이아몬드 혹은 피의 다이아몬드(conflict diamonds, hot diamonds, war diamonds 또는 red diamonds)는 전쟁 중인 지역(주로 아프리카)에서 생산된 다이아몬드로 그 수입금이 전쟁 수행을 위한 비용으로 충당되는 것을 지칭한다.

## 역사

### 앙골라
1997년, UN은 앙골라에서 생산된 다이아몬드를 수입하는 것에 대해 제재를 두었다. 이는 UN이 처음으로 전쟁비용충당과 관련된 다이아몬드에 대해 내놓은 해법이었다. 1990년대 앙골라에서 생산된 다이아몬드의 20%가 부정한 목적으로 거래되었고, 19%가 전쟁과 관련이 있다고 보도가 된 준 있다. 1999년 세계 다이아몬드 협회(World Diamond Council)의 조사에 따르면 전체 다이아몬드 생산량중 3.06%가 불법 거래되고 있다고 한다. 2004년 조사에서는 이 수치가 약 1%까지 떨어졌다고 세계 다이아몬드 협회는 밝혔다. 앙골라는 예전 포르투갈의 식민지였으며 1975년 11월 11일에 독립을 쟁취했다. 그러나 독립에도 이고 앙골라 인민 해방 운동(MPLA), 앙골라 해방 민족 전선(FNLA), 앙골라 완전 독립 민족 동맹(UNITA) 등의 단체가 2002년까지 내전을 계속했다. 이들 중 UNITA는 1994년 체결된 비세스라협정(Bicesse Accords)을 어겨가며 다이아몬드를 불법적으로 수출하여 전쟁비용을 충당했다. UN은 불법적으로 수출된 다이아몬드가 UNITA 반군의 중요한 자금원임을 인지하고 19유8년 앙골라로부터의 다이아몬드 수입을 전면 금지시킨다.

### 라이베리아
1989년~2001년 사이 라이베리아는 시에라리온 내전에 개입한다. 2000년 UN은 다이아몬드 수입금으로 시에라리온의 반군인 혁명 연합 전선(RUF)에 무기와 군사훈련을 지원했다는 혐의로 라이베리아 대통령 찰스 테일러를 비난했다. 2001년 UN은 라이베리아의 다이아몬드 거래를 제재한다. 2003년 8월 테일러는 대통령직에 쫓겨난 뒤 나이지리아로 추방되고, 헤이그의 국제사법재판소에 서게된다. 2006년 7월 21일, 그는 라이베리아와 시에라리온에서 벌어진 전쟁범죄와 인권유린사태에 있어 무죄임을 항변한다
라이베리아는 2009년 현재 전쟁이 종결된 상태로 합법적인 다이아몬드 생산과 판매를 규정하는 새로운 법률을 만들고 있다. UN은 라이베리아의 재제를 해제하였으며, 라이베리아는 킴벌리 프로세스(다이아몬드에 미분쟁 원산지증명을 붙이는 제도)에 가맹되어 있다

### 코트디부아르
코트디부아르는 1990년대 초보적 수준의 다이아몬드 광업을 시작했다. 1999년 쿠데타로 인해 정변이 일어나고, 내전이 시작되었다. 외국투자가 속속 철수하는 가운데 코트디부아르는 라이베리아와 내전중인 시에라리온의 다이아몬드 수출창구가 되었다. 다이아몬드의 불법거래를 막기 위해 코트디부아르 정부는 모든 다이아몬드 채광을 중지시켰고, UN 안보리는 2005년 12월 코트디부아르의 다이아몬드 수출을 전면 금지시켰다..

### 콩고 민주 공화국
콩고 민주 공화국은 1990년대 여러번의 내전을 치렀으나, 지금은 킴벌리 프로세스에 가맹하여 세계 다이아몬드 수출량의 8%를 수출하고 있다. 유명한 다이아몬드 판매사 드비어스의 가장 값어치있고 아름다운 다이아몬드는 200캐럿(40그램)짜리 Millennium Star 인데, 이 보석은 1990년대 중반 콩고 민주 공화국의 내전이 한창일 때 드비어스가 사들인 것이다.

### 콩고 공화국
콩고 공화국은 2004년 UN으로부터 다이아몬드 무역에 대해 제재를 받았다. 이 나라에는 다이아몬드 광산이 거의 없고, 다이아몬드 채광공업이 발전하지 않았음에도 출처불명의 많은 양의 다이아몬드가 수출되고 있다는 것이 그 이유였다.

### 짐바브웨
짐바브웨는 아직 블러드 다이아몬드의 주요 수출국으로 인식되고 있지는 않으나 최근 주요 다이아몬드 생산지역인 마랑게(Marange) 지역의 혼란상으로 인해 다이아몬드 밀수출이 횡행할 우려가 있어 세계 다이아몬드 협회가 이를 주시하고 있다.

## 킴벌리 프로세스
1998년 UN이 처음으로 전쟁자금으로 유용되는 다이아몬드 문제에 대해 인식하기 시작하였으나, 다이아몬드의 원산지를 명백하게 하기 위한 협의체를 만드는 구상은 다이아몬드 생산자들이 먼저 이끌어 나갔다. 2000년 5월 다이아몬드 생산국들은 남아프리카공화국의 킴벌리에서 만났다. 이 회의에서 블러드 다이아몬드의 밀수출을 막는 방법에 대해 논의되었고, 다이아몬드의 소비자들이 구매한 다이아몬드가 폭력과 연관이 없는 것임을 확인받을 수 있어야 한다는 것에 동의했다.
2000년 7월 19일, 블러드 다이아몬드의 유통에 대한 제재 방안을 강화하기 위한 세계 다이아몬드 협회의 회의가 앤트워프에서 열렸다. 이 회의에서 다이아몬드의 수입과 수출에 있어 "국제 인증"을 두는 방안 채택되었는데, 이는 모든 다이아몬드 매매에 있어 지정된 단 하나의 포장만을 사용하도록 법제화하며 다이아몬드 시장의 세계 연맹(World Federation of Diamond Bourses)에 벗어난 다이아몬드 거래를 금지하는 것이었다.
2001년 1월 17~18일, 다이아몬드 생산자들은 다시 회의를 소집하여 새로운 조직인 세계 다이아몬드 협회(World Diamond Council)를 설립했다. 이 협회는 모든 다이아몬드가 전쟁범죄와 관련되지 않은 것이라는 인증을 받을 수 있는 제도의 초안을 마련했다.
킴벌리 프로세스는 2002년 3월 13일 UN의 승인을 받았으며 그해 11월 다이아몬드 생산자와 NGO들간의 2년간에 걸친 논의 끝에 킴벌리 프로세스가 완성되었다.

### 킴벌리 프로세스의 모니터링
킴벌리 프로세스의 가장 큰 약점은 어떻게 다이아몬드의 유통을 감시할 것인가에 있다. 그 국가가 킴벌리 프로세스를 지킬 수 있는 역량이 있든 없든 간에 킴벌리 프로세스의 의장에게 편지를 보내기만 하면 가맹국이 될 수 있다. 그러므로 킴벌리 프로세스에 가입되어 있는 국가라 하더라도 블러드 다이아몬드가 킴벌리 프로세스의 제재를 피해 유통될 수 있는 가능성이 있다. 2007년 한해 유통된
블러드 다이아몬드는 약 1020만 달러 정도로 추정된다.

### 투명성
킴벌리 프로세스는 다이아몬드의 모든 수출과 수입 기록을 남겨두도록 했기 때문에 다이아몬드 수출국 정부의 투명도를 증가시켰다. 이는 정부의 재정을 투명화 시켜 국민전체의 복지를 위해 책임감 있는 재정 운용이 되도록 하였다.
킴벌리 프로세스에 대한 기원은 2007년 에드워드 즈윅 감독에 의해 "블러드 다이아몬드"로 영화화 된다. 이 영화는 블러드 다이아몬드의 문제에 대한 전 세계적인 인식을 높혔고, 다이아몬드 유통에 있어 벌어지는 서아프리카의 비극에 대한 관심을 불러일으켰다.